# Вернадская, Мария Николаевна
Мари́я Никола́евна Верна́дская (урождённая Шига́евa) (27 декабря 1831 [8 января 1832], Санкт-Петербург — 12 [24] октября 1860, Гейдельберг, похоронена в Санкт-Петербурге) — первая российская публицистка, экономист. Первая жена Ивана Васильевича Вернадского, сестра Софьи Николаевны Гославской.

## Биография
Родилась в дворянской семье Шигаевых. Получила хорошее домашнее образование. Отец Марии Николаевны — первый переводчик романа Вальтера Скотта «Обручённая» на русский язык.
В 1850 году 18-летняя Мария Шигаева сочеталась браком с профессором Иваном Вернадским, который был старше её на 10 лет, и стала Марией Вернадской.
Под влиянием мужа молодая любознательная женщина приступила к изучению политической экономии. Ни неизбежные домашние хлопоты, ни заботы о воспитании единственного сына не помешали Вернадский довольно основательно овладеть экономической наукой.
В 1857 году Иван Вернадский отчасти по совету и при содействии жены взялся издавать еженедельный популярный журнал «Экономический указатель». В этом журнале Мария Вернадская поместила без своей подписи целый ряд статей, которые отличались трезвым взглядом на вещи и интересной подачей мыслей, имели большой успех у читателей. По словам Владимира Стасова, статьи Вернадской «имели тогда громадное распространение и влияние». Среди этих публикаций значительными были статьи о женском труде (№ № 60 и 92), о котором Вернадская заговорила одной из первых.

Вернадская отмечала, что некоторые аристократы смотрят на труд как на постыдное занятие: 

...не дело унижает человека, а человек унижает дело. 

В соответствии с понятиями манчестерской школы в политэкономии главным лозунгом Вернадской была свобода экономической деятельности: 

Труд для того, чтобы быть производительным и полезным, должен быть свободен. 

Также Вернадская отказывалась принять отговорки матерей, не желавших отрываться от своих детей, и особенно тех женщин, которые вели праздный образ жизни, растрачивающих время на прогулки по Петербургу, сплетни и балы: 
Mesdames! Перестаньте быть детьми, попробуйте стать на свои собственные ноги, жить своим умом, работать своими руками, учитесь, думайте, трудитесь, как мужчины, — и вы будете также независимы, или, по крайней мере, в меньшей зависимости от своих тиранов, чем теперь.
Вернадская предполагала, что, если женщины получат возможность сами зарабатывать на жизнь, то мало кто из них будет торопиться заключить поспешные супружеские союзы, которые зачастую приносят только несчастье и приводят к личным трагедиям. Мария Николаевна в общедоступной и художественной форме знакомила публику с основами экономики, где раскрывала смысл разделения труда, указывала на новые возможности науки и техники. Большое место в публицистике Вернадской заняла проблема воспитания, к решению которой она подходила с демократической позиций.
После её смерти муж собрал эти статьи и 1862 году издал в Санкт-Петербурге отдельной книгой под названием «Собрание сочинений покойной М. Н. Вернадской, урожденной Шигаевой».
Марии Вернадской также принадлежит «Опыт популярного изложения основных начал политической экономии» (Санкт-Петербург, 1861), изданный посмертно. Кроме того, она перевела с английского произведение Джейн Марсе «Понятия Гопкинса о народном хозяйстве» (Москва, 1856), а с французского - Гарнье «Начала финансов» (Санкт-Петербург, 1863).
Умерла от туберкулеза. Похоронена на Митрофаниевском кладбище Санкт-Петербурга.

## Избранная библиография

### Проза
- Старина (1857)
- Бальное платье (1857)
- Пик-ник (1857)
- Голод в Багдаде (1857)
- Отрывок из жизни Робинзона (1857)
- Свобода мены (1857)
- Домашнее хозяйство (1857)

### Критика и публицистика
- Общественное значение экономических законов (1857)
- Свобода выбора труда (1858)
- Женский труд (1858)
- Назначение женщины (1858)
- Ещё о женском труде (1858)
- Родительское попечение (1858)
- Разделение труда в деле воспитания (1858)
- О детском воспитании (1858)
- О первоначальном обучении (1858)
- Что такое подати (1858)
- Разделение труда и специальное воспитание (1858)
- Политическая экономия, как начало нравственного воспитания (1858)
- Аристократический труд (1858)
- Дворовые люди (1858)
- Библиографические заметки (1859)
- Стекло (1860)
- Опыт популярного изложения основных начал политической экономии (1861)
- Собрание сочинений покойной Марии Николаевны Вернадской. — СПб.: Тип. Департамента уделов, 1862. — 496 с.

### Переводы
- Джейн Марсе «Понятия Гопкинса о народном хозяйстве» (Москва, 1856)
- Жозеф Гарнье «Начала финансов» (Санкт-Петербург, 1863)